# Cuenca de Campos
Cuenca de Campos is een gemeente in de Spaanse provincie Valladolid in de regio Castilië en León met een oppervlakte van 47,93 km². Cuenca de Campos telt 228 inwoners (1 januari 2016).

## Demografische ontwikkeling
Bron: INE, 1857-2011: volkstellingen